# Of Mice & Men (album)
Of Mice & Men is het debuutalbum van de Amerikaanse metalband Of Mice & Men.

## Nummers
All teksten zijn geschreven door Austin Carlile, Jaxin Hall, and Shayley Bourget; alle muziek is gecomponeerd door Of Mice & Men.

| 1.                 | YDG                                                   | 3:18 |
| 2.                 | They Don't Call It the South for Nothing              | 3:07 |
| 3.                 | Second & Sebring                                      | 3:49 |
| 4.                 | Westbound & Down                                      | 3:39 |
| 5.                 | John Deux Trois                                       | 3:17 |
| 6.                 | Those in Glass Houses                                 | 2:42 |
| 7.                 | Farewell to Shady Glade                               | 3:41 |
| 8.                 | The Ballad of Tommy Clayton & the Rawdawg Millionaire | 3:50 |
| 9.                 | Seven Thousand Miles for What                         | 2:53 |
| 10.                | This One's for You                                    | 3:27 |
| Totale duur: 33:41 |                                                       |      |